# Eparquía de San Jorge en Canton
La eparquía de San Jorge en Canton (en latín: Eparchia Sancti Georgii Martyris Romenorum y en inglés: Eparchy of Saint George in Canton) es una circunscripción eclesiástica greco-católica rumana de la Iglesia católica en Estados Unidos y Canadá, inmediatamente sujeta a la Santa Sede. La eparquía tiene al obispo John Michael Botean como su ordinario desde el 29 de marzo de 1996.
En el Anuario Pontificio la Santa Sede usa el nombre en italiano: Saint George in Canton dei Romeni y en el sitio web de la archieparquía mayor el nombre utilizado es: en rumano: Sfântul Gheorghe de Canton.

## Territorio y organización
La eparquía extiende su jurisdicción sobre los fieles greco-católicos rumanos residentes en todo el territorio de Estados Unidos y en el de Canadá.
La sede de la eparquía se encuentra en la ciudad de Canton, en donde se halla la Catedral de San Jorge.
En 2020 en la eparquía existían 14 parroquias y misiones:
En Estados Unidos
- Presentation of Mary Romanian Catholic Church en Los Ángeles, California
- St. George Church en Aurora, Illinois
- St. Michael Church en Aurora, Illinois
- Ss. Peter and Paul Church en Chicago, Illinois
- St. Nicholas Church en East Chicago, Indiana
- St. Mary Church en Dearborn, Míchigan
- St. John the Baptist en Detroit, Míchigan
- St. Mary Church en Roebling, Nueva Jersey
- St. Basil Church en Trenton, Nueva Jersey
- St. Theodore Church en Alliance, Ohio
- St. George Cathedral en Canton, Ohio
- Most Holy Trinity en Chesterland, Ohio
- Saint Helena Romanian Catholic Parish en Cleveland, Ohio
- St. Mary Church en Youngstown, Ohio
- St. Mary Church en McKeesport, Pensilvania
- St. John the Baptist Mission en Laguna Hills, California
- St. John the Evangelist Mission en Oxnard, California
- St. Joseph Mission en Boston, Massachusetts
- St. Mary Mission en Nueva York, estado de Nueva York

En Canadá (Toronto Deanery)
- Annunciation Byzantine Romanian Catholic Mission en Toronto, Ontario
- The Nativity of the Mother of God Mission en Montreal, Quebec

Existen además dos comunidades monásticas:
- Holy Theophany Monastery en Olympia, estado de Washington
- Holy Resurrection Monastery en Saint Nazianz, Wisconsin. Fue transferido en 2005 por la Iglesia católica bizantina rutena.

## Historia
Los primeros greco-católicos rumanos arribaron a Estados Unidos a fines del siglo XIX. La primera iglesia católica rumana en Estados Unidos (Saint Helena) fue establecida en 1906 en Cleveland. 
El exarcado apostólico de los Estados Unidos de América para los fieles de rito bizantino rumano fue creado el 4 de diciembre de 1982 con la bula Romenorum multitudo del papa Juan Pablo II.

Nos, de omnium Christifidelium bono solliciti, audita sententia sive Conferentiae Episcoporum Civitatum, quas diximus, sive Apostolici ibidem Delegati, re in Audientia hodie a Venerabili Fratre Archiepiscopo Secretario Sacrae Congregationis pro Ecclesiis Orientalibus relata, Exarchatum Apostolicum pro iisdem censuimus esse condendum. Quare Nostra summa potestate usi, Apostolicum constituimus Exarchatum pro fidelibus ritus byzantini Romenorum in Civitatibus Foederatis Americae Septentrionalis commorantibus, iuxta praescripta orientalis iuris, quae praesertim continentur in canonibus 366-387 Litterarum Apostolicarum motu proprio datarum die quarto mensis Iunii anno millesimo nongentesimo quinquagesimo septimo.

Mediante la bula Principi Apostolorum del papa Juan Pablo II el 26 de marzo de 1987 el exarcado apostólico fue elevado a eparquía y obtuvo su nombre actual. Se trata de la primera y única circunscripción de la Iglesia greco-católica rumana fuera de Rumania.

Principi Apostolorum in sublimi cathedra, ineffabili Dei voluntate positi, illud unum vel maxime spectamus, ut ecclesiastica negotia singulari cura ac vigilantia tractentur ac dirigantur in universo terrarum orbe pro Christifidelium commodo ac spiritali bono. Cum igitur Venerabilis Frater Noster Simon S. R. E. Cardinalis Lourdusamy Congregationi pro Ecclesiis Orientalibus praepositus, Pro-Nuntii Apostolici praehabito favorabili suffragio, proposuerit ut Exarchatus Apostolicus Romenorum ritus byzantini, S. Georgii Martyris titulo, in loco vulgo Canton (Ohio) Foederatarum Americae Septemtrionalis Civitatum, ad gradum et honorem Eparchiae eveheretur, Nos re perpensa, confisi haec omnia in fidelium bonum cessura, ex Nostra Apostolica potestate, statuimus ut Exarchatus Apostolicus quem commemoravimus, Eparchiae dignitate augeatur, Apostolicae Sedi immediate subiectae, cum omnibus videlicet iuribus atque obligationibus quae ad hunc honorem spectant ac condicionem. His exinde de rebus, occasione capta opportuna, clerus et populus istius ritus certiores fiant. Ceterum, hac concessione, Nostram Romenorum Communitati benevolentiam praestantes, minime dubitamus quin singuli recentis Eparchiae S. Georgii Martyris fideles spiritalis vitae nova suscipiant incitamenta.

El 23 de abril de 2013 la jurisdicción de la eparquía fue extendida a los fieles rumanos de rito bizantino residentes en Canadá mediante el decreto n.º 215/2004 de la Congregación para las Iglesias Orientales.

## Estadísticas
De acuerdo al Anuario Pontificio 2021 la eparquía tenía a fines de 2020 un total de 6000 fieles bautizados.
| Año                                                                             | Población            | Población | Población      | Sacerdotes | Sacerdotes    | Sacerdotes    | Bautizados por sacerdote | Diáconos permanentes | Religiosos | Religiosos | Parroquias |
| Año                                                                             | Bautizados católicos | Total     | % de católicos | Total      | Clero secular | Clero regular | Bautizados por sacerdote | Diáconos permanentes | Varones    | Mujeres    | Parroquias |
| ------------------------------------------------------------------------------- | -------------------- | --------- | -------------- | ---------- | ------------- | ------------- | ------------------------ | -------------------- | ---------- | ---------- | ---------- |
| 1990                                                                            | 5040                 | ?         | ?              | 18         | 18            |               | 280                      | 2                    |            |            | 14         |
| 1999                                                                            | 5300                 | ?         | ?              | 20         | 18            | 2             | 265                      | 1                    | 2          |            | 15         |
| 2000                                                                            | 5000                 | ?         | ?              | 15         | 13            | 2             | 333                      | 2                    | 2          |            | 15         |
| 2001                                                                            | 5000                 | ?         | ?              | 15         | 13            | 2             | 333                      |                      | 2          |            | 15         |
| 2002                                                                            | 5000                 | ?         | ?              | 21         | 19            | 2             | 238                      |                      | 2          |            | 15         |
| 2003                                                                            | 5000                 | ?         | ?              | 22         | 20            | 2             | 227                      | 1                    | 2          |            | 15         |
| 2004                                                                            | 5000                 | ?         | ?              | 21         | 19            | 2             | 238                      | 1                    | 2          |            | 15         |
| 2009                                                                            | 5900                 | ?         | ?              | 21         | 17            | 4             | 280                      | 2                    | 6          | 4          | 15         |
| 2010                                                                            | 5900                 | ?         | ?              | 25         | 22            | 3             | 236                      | 2                    | 5          | 4          | 14         |
| 2014                                                                            | 6200                 | ?         | ?              | 28         | 25            | 3             | 221                      |                      | 6          | 4          | 16         |
| 2017                                                                            | 6200                 | ?         | ?              | 33         | 30            | 3             | 187                      | 6                    | 10         | 5          | 14         |
| 2020                                                                            | 6000                 | ?         | ?              | 28         | 25            | 3             | 214                      |                      | 11         | 5          | 14         |
| Fuente: Catholic-Hierarchy, que a su vez toma los datos del Anuario Pontificio. |                      |           |                |            |               |               |                          |                      |            |            |            |

## Episcopologio
- Vasile Louis Puscas (4 de diciembre de 1982-2 de julio de 1993 retirado)
  - John Michael Botean (15 de julio de 1993-29 de marzo de 1996 nombrado eparca) (administrador apostólico)
- John Michael Botean, desde el 29 de marzo de 1996[7]